# Mątowskie Pastwiska
Mątowskie Pastwiska (niem. Montauerweide) – wieś w Polsce położona w województwie pomorskim, w powiecie kwidzyńskim, w gminie Ryjewo przy skrzyżowaniu drogi wojewódzkiej nr 525 z drogą wojewódzką nr 602. W skrócie Mątowo. 
Mała wioska w większości zamieszkana przez rolników, jej obszar stanowią łąki oraz pola uprawne. Przewaga gleb torfowych. Położona jest niedaleko Ryjewa (2 km). Kiedyś była tam mleczarnia oraz sklep. 
Nazwę swą zawdzięcza mennonitom przybyłym z Mątów Wielkich. 
W latach 1975–1998 miejscowość administracyjnie należała do województwa elbląskiego.

## Zabytki
Według rejestru zabytków NID na listę zabytków wpisana jest zagroda nr 30, nr rej.: A-1366 z 29.05.1992:
- drewniany budynek mieszkalny, 1779
- drewniany dom dla dziadków
- drewniany płot sztachetowy z bramą
- warzywnik.

Dom pomennonicki, obecnie własność prywatna.